# Żabki
Żabki – duża, centralna dzielnica Zawiercia położona około 2 km na północ od centrum miasta. Graniczy z dzielnicami Blanowice (od północy), Centrum (od południa), Warty (od wschodu), Borowe Pole (od zachodu), Łośnice (na krótkim odcinku od północnego wschodu) oraz Stary Rynek (od południowego zachodu). Żabki stanowią ogromny zespół mieszkaniowy, na który składa się zróżnicowana zabudowa osiedli, na które się dzielą. Są to osiedla Piłsudskiego, Szymańskiego, Zuzanka oraz Argentyna. Osiedla Piłsudskiego, Argentyna oraz część Zuzanki to głównie bloki mieszkalne, od niskich czteropiętrowych do jedenastopiętrowych, Osiedle Szymańskiego to stare, ponad stuletnie domy robotnicze oraz niskie, dwupiętrowe bloki pochodzące z przełomu lat 50. oraz 60. XX wieku, ogromną część Zuzanki od centrum dzielnicy aż do Blanowic stanowi osiedle domów jednorodzinnych. W dzielnicy można znaleźć wiele zabytków pochodzących z okresu rozwoju przemysłu w Zawierciu. Główną arterią komunikacyjną Żabek jest ulica Piłsudskiego, inne ważniejsze ulice to Leśna, Wierzbowa oraz Kościuszki. W centrum dzielnicy znajduje się znaczna liczba sklepów oraz jedno z dwóch targowisk miejskich.

## Komunikacja
Przez Żabki kursują wszystkie linie zawierciańskiego ZKM-u oraz kilka organizowanych przez przewoźników prywatnych.

## Edukacja
- Szkoła podstawowa nr 6 im. Janusza Korczaka
- Szkoła podstawowa nr 9 im. Marii Dąbrowskiej
- Szkoła podstawowa nr 14 fundacji „Elementarz”
- Gimnazjum nr 2 im. Stanisława Szymańskiego
- Katolickie Gimnazjum i Katolickie Liceum Ogólnokształcące im. Jana Pawła II
- Zespół Szkół im. Xawerego Dunikowskiego
- Zespół Szkół im. Oskara Langego
- Zespół Szkół im. Stanisława Staszica
- Zespół Szkół im. Generała Józefa Bema

## Sport
- Warta Zawiercie
- Viret Zawiercie
- MKS Zawiercie